# Motrazepam
Il motrazepam è uno psicofarmaco appartenente alla categoria delle benzodiazepine.